# Makowskia laticephala
Makowskia laticephala è un tetrapode estinto, appartenente ai seymouriamorfi. Visse nel Permiano inferiore (circa 285 milioni di anni fa) e i suoi resti fossili sono stati ritrovati in Repubblica Ceca. 

## Descrizione
Questo animale, simile a una grossa salamandra, possedeva un cranio corto e di forma vagamente triangolare in vista superiore, con il margine anteriore arrotondato. Come tutti gli animali simili (ad esempio Discosauriscus e Ariekanerpeton), Makowskia era dotata di una regione preorbitale corta, orbite ovali nella zona anteriore del cranio e un'incisura otica larga e profonda. Al contrario dei suoi simili, tuttavia, Makowskia era dotata di una regione interorbitale larga, che portava all'allargamento del cranio.

## Classificazione
Makowskia laticephala venne descritta per la prima volta nel 2005, sulla base di un esemplare comprendente cranio e parte dello scheletro, rinvenuto nella zona di Boskovice in Repubblica Ceca. Makowskia è stato attribuito ai seymouriamorfi (un gruppo di tetrapodi permiani dalle caratteristiche forse affini a quelle dei rettili), e in particolare alla famiglia dei discosauriscidi (Discosauriscidae), comprendente animali simili a salamandre dalla testa corta e dalle orbite ovali. Oltre a Makowskia, nello stesso giacimento sono stati ritrovati altri generi di discosauriscidi, come lo stesso Discosauriscus e Spinarerpeton. Sembra che quest'ultimo genere fosse il più stretto parente di Makowskia (Klembara, 2009).